# Nordisk.nu
Nordisk.nu var en webbportal som hade nordisk identitet, kultur och tradition som tema. Sajten startades den 18 april 2007 av det nu nedlagda Nordiska förbundet. Portalen fungerade huvudsakligen som ett debattforum, med ett betydande inslag av debattörer som sympatiserar med olika nazistiska och rasistiska idéer. Den var i första hand en svensk portal. 
Nordisk.nu lades ner 2017, och är sedan 2019 en portal för information om nordiskkultur. Sidan är ägd av Nordisk film distribution A/S.

## Debattörer
Anders Behring Breivik har varit medlem på Nordisk.nu.

## Betydelse
Nordisk.nu angav själva i april 2010 att de hade drygt 19 000 registrerade användare.